# 波托茨基宮 (華沙)

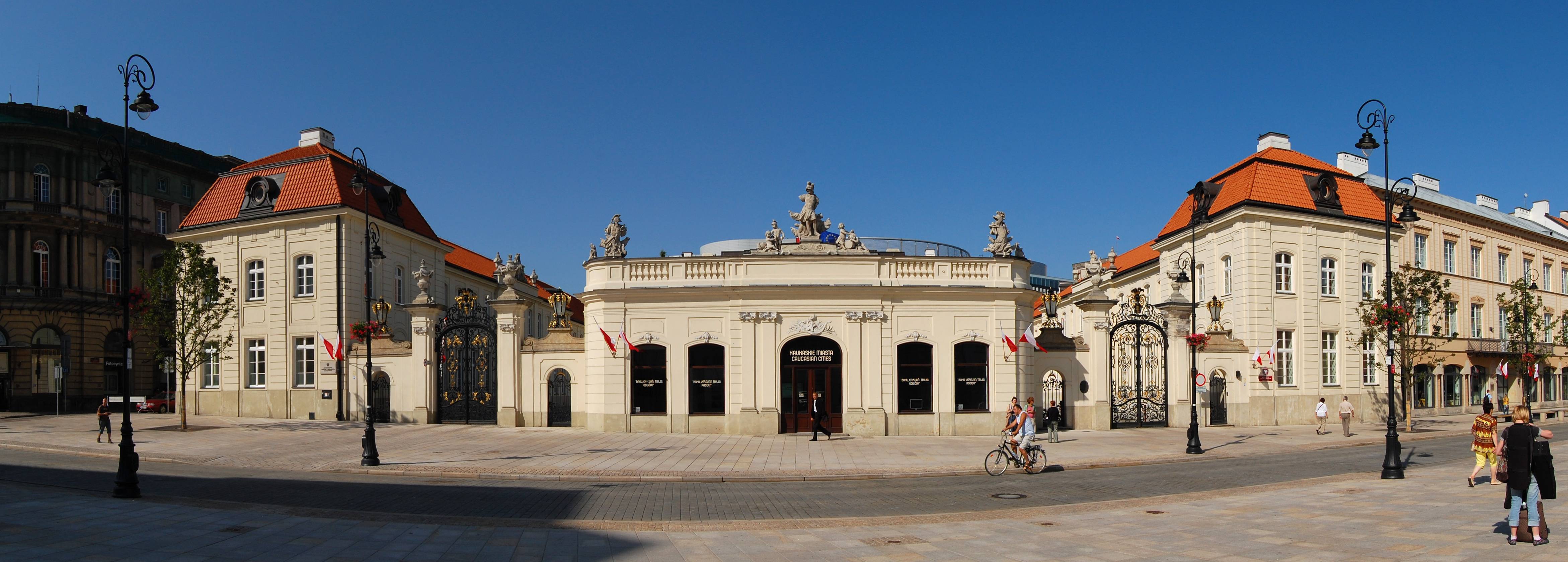
波托茨基宮

波托茨基宮（波蘭語：Pałac Potockich）是波蘭華沙克拉科夫郊區街15號的一座宮殿建築，位於總統府的對面。這座建築開始修建於1693年。華沙起義時波托茨基宮被毀。戰爭結束後，波托茨基宮於1948年至1950年期間重建。

## 外部連結
- Potocki Palace （页面存档备份，存于）
- （波兰語） www.warszawa1939.pl （页面存档备份，存于）

52°14′33″N 21°00′50″E / 52.24250°N 21.01389°E